# 中信房屋
中信房屋仲介股份有限公司（英語：CTBC Real Estate Co., Ltd.，簡稱：中信房屋），是台灣的加盟體系房屋仲介公司，也是台灣第一家獲准以「房屋仲介」行業登記成立的公司，1997年5月時轉型為加盟連鎖系統，全台灣約有350多家加盟店。
2016年2月6日，瀚智集團有限公司以新台幣325,000,000元（相當於約75,400,000港元）收購中信房屋所有權益。

## 外部連結
- 中信房屋（页面存档备份，存于）（繁體中文）
- 中信房屋-你的達令的Facebook專頁